# پرچم ترکیه
پرچم ترکیه (به ترکی استانبولی: Türk bayrağı)، دربرگیرندهٔ نشان ماه و ستاره است که عموماً به علامت اسلام نیز شناخته می‌شود بر زمینهٔ سرخ‌رنگ است. این پرچم از قبل اسلام نیز در آسیای صغیر استفاده می‌شده است. این پرچم مستقیماً از پرچم اواخر دوره عثمانی گرفته شده است.

## تاریخچه
طرح ستاره و هلال از اواخر قرن ۱۸ یا اوایل قرن ۱۹ بر روی پرچم‌های عثمانی ظاهر می‌شود. ستاره سفید و هلال ماه روی قرمز به عنوان پرچم امپراتوری عثمانی در سال ۱۸۴۴ معرفی شد. پس از اعلام جمهوری ترکیه در سال ۱۹۲۳، رژیم اداری جدید آخرین پرچم امپراتوری عثمانی را حفظ کرد. استانداردهای متناسب در قانون پرچم ترکیه در سال ۱۹۳۶ معرفی شد.

## روزهای نمایش
ترکیه بسیاری از رویدادهای ملی مانند پیروزی‌های نبرد و روز جمهوری را جشن می‌گیرد. مردم برای جشن گرفتن چنین روزهایی با پرچم‌های خود به خیابان‌ها می‌آیند. در موارد دیگر، مردم به ترتیب هنگام اعتراض یا بزرگداشت برخی رویدادها یا مرگ‌ها، از پرچم بسیار استفاده می‌کنند. هنگام پخش راهپیمایی‌ها و آهنگ‌ها ممکن است مجسمه‌ها و بناهای تاریخی با پرچم پوشیده شوند. روی صفحه‌های تلویزیونی پرچم در جشن چنین رویدادهایی با پرتره آتاتورک در کنار آن نمایش داده می‌شود.